# Valens Ndayisenga
Valens Ndayisenga (* 1. Januar 1994 in Rwamagana) ist ein ehemaliger ruandischer Radrennfahrer.

## Sportlicher Werdegang
2012 wurde Valens Ndayisenga Dritter der ruandischen Straßenmeisterschaft, bei den Afrikanischen Straßenradmeisterschaften wurde er Fünfter im Einzelzeitfahren der Junioren. Im Jahr darauf gewann er eine Etappe der Tour of Rwanda und belegte bei den kontinentalen Meisterschaften Rang sieben im Einzelzeitfahren der Elite.
2014 wurde Ndayisenga zweifacher nationaler Meister im Straßenrennen sowie im Einzelzeitfahren und entschied die Gesamtwertung der Tour of Rwanda für sich, nachdem er zuvor die zweite Etappe gewonnen hatte. 2015 wurde er erneut nationaler Meister im Einzelzeitfahren.
Zur Saison 2016 wurde Ndayisenga Mitglied im UCI Continental Team Dimension Data for Qhubeka, für das er zum zweiten Mal die Gesamtwertung der Tour of Rwanda für sich entschied. Ein Jahr später gewann er mit dem Tirol KTM Cycling Team nochmals eine Etappe bei seiner Heimatrundfahrt. 2018 und 2019 errang er mit der Nationalmannschaft jeweils die Silbermedaille im Mannschaftszeitfahren bei den Afrikameisterschaften.
Im Juni 2019 beendete Ndayisenga im Alter von 25 Jahren seine Karriere als Radrennfahrer.

## Erfolge
2013
- eine Etappe Tour of Rwanda

2014
- Ruandischer Meister – Einzelzeitfahren
- Ruandischer Meister – Straßenrennen
- Gesamtwertung und eine Etappe Tour of Rwanda

2015
- eine Etappe Tour of Egypt
- Afrikameisterschaft – Mannschaftszeitfahren
- Ruandischer Meister – Einzelzeitfahren
- Ruandischer Meister – Einzelzeitfahren (U23)

2016
- Ruandischer Meister – Einzelzeitfahren (U23)
- Ruandischer Meister – Straßenrennen (U23)
- Gesamtwertung, zwei Etappen und Nachwuchswertung Tour of Rwanda

2017
- Afrikameisterschaft – Mannschaftszeitfahren
- Nachwuchswertung Tour du Cameroun
- eine Etappe Tour of Rwanda

2018
- Afrikameisterschaft – Mannschaftszeitfahren

2019
- Afrikameisterschaft – Mannschaftszeitfahren (mit Moïse Mugisha, Jean Bosco Nsengimana und Jean Cloude Uwizeye)